# Heinlammi
Heinlammi är en tätort (finska: taajama) i Hollola kommun i landskapet Päijänne-Tavastland i Finland. Vid tätortsavgränsningen den 31 december 2021 hade Heinlammi 207 invånare och omfattade en landareal av 1,80 kvadratkilometer.